# Challenger de Burdeos 2016

El torneo BNP Paribas Primrose Bordeaux 2016 es un torneo profesional de tenis. Pertenece al ATP Challenger Series 2016. Se disputará su 9.ª edición sobre superficie dura, en Burdeos, Francia entre el 09 al el 15 de mayo de 2016.

## Jugadores participantes del cuadro de individuales
| Favorito | País                        | Jugador             | Rank1 | Posición en el torneo |
| -------- | --------------------------- | ------------------- | ----- | --------------------- |
| 1        | Bandera de Argentina        | Diego Schwartzman   | 62    | Primera ronda         |
| 2        | Bandera de República Checa  | Lukáš Rosol         | 72    | Primera ronda         |
| 3        | Bandera de Francia          | Adrian Mannarino    | 80    | Primera ronda         |
| 4        | Bandera de Japón            | Taro Daniel         | 89    | Primera ronda         |
| 5        | Bandera de Australia        | Jordan Thompson     | 90    | Primera ronda         |
| 6        | Bandera de Portugal         | Gastão Elias        | 93    | Segunda ronda         |
| 7        | Bandera de Brasil           | Rogério Dutra Silva | 96    | CAMPEÓN               |
| 8        | Bandera de los Países Bajos | Thiemo de Bakker    | 99    | Primera ronda         |

- 1 Se ha tomado en cuenta el ranking del 2 de mayo de 2016.

### Otros participantes
Los siguientes jugadores recibieron una invitación (wild card), por lo tanto ingresan directamente al cuadro principal (WC):
- Mathias Bourgue
- Maxime Janvier
- Tristan Lamasine
- Constant Lestienne

Los siguientes jugadores ingresan al cuadro principal tras disputar el cuadro clasificatorio (Q):
- Jonathan Eysseric
- Calvin Hemery
- Daniil Medvedev
- Tommy Paul

## Campeones

### Individual Masculino
- Rogério Dutra Silva derrotó en la final a  Bjorn Fratangelo, 6–3, 6–1

### Dobles Masculino
- Johan Brunström /  Andreas Siljeström derrotaron en la final a  Guillermo Durán /  Máximo González, 6–1, 3–6, [10–4]